# Wang Dan

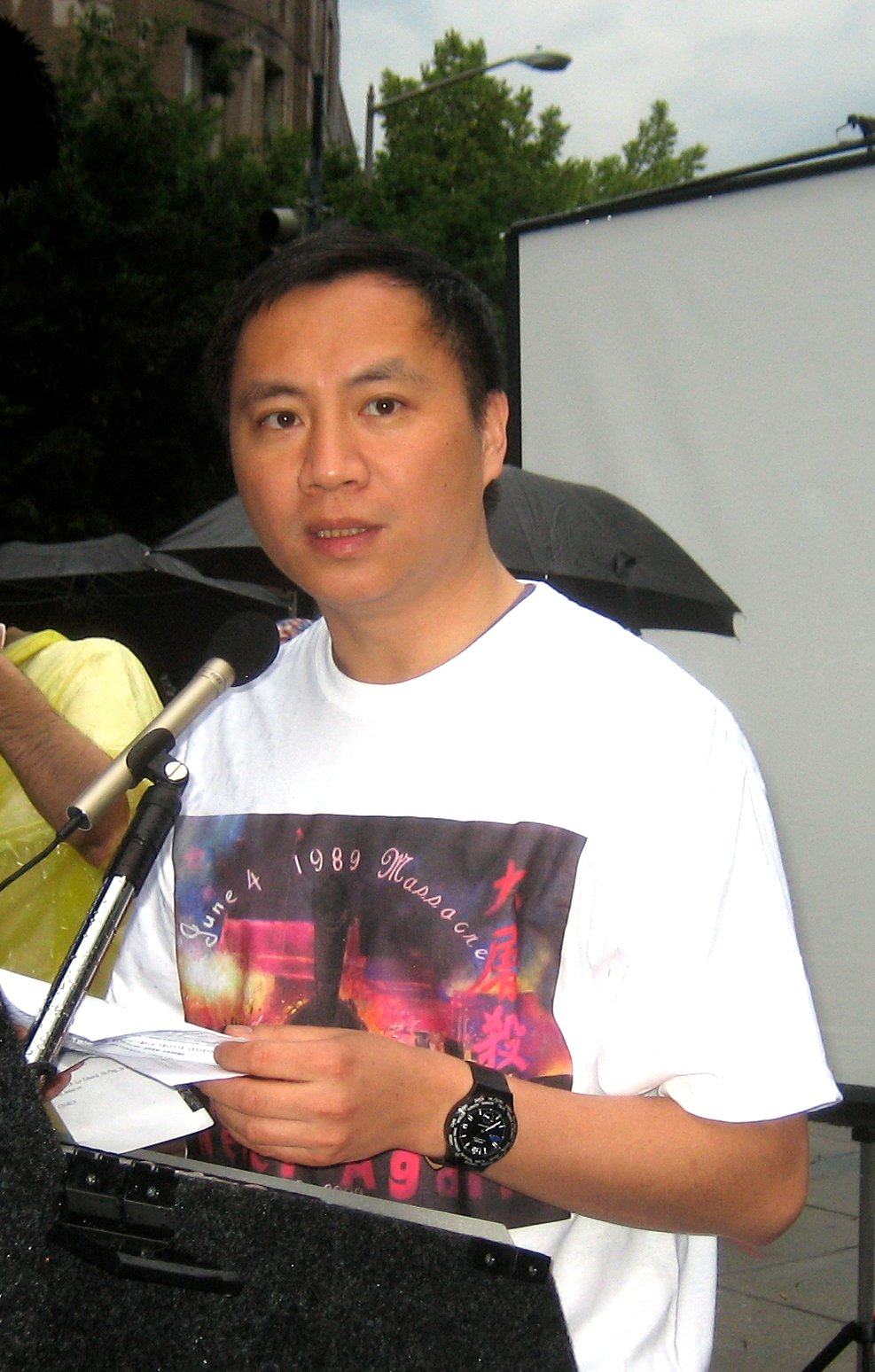
Wang Dan (2009)

Wang Dan (chinesisch 王丹, Pinyin Wáng Dān, IPA (hochchinesisch) [wǎŋ tán]; * 26. Februar 1969 in Peking, Volksrepublik China) wurde 1989 als Studentenanführer der zum Tian’anmen-Massaker führenden Protestbewegung bekannt. Nach zweimaliger Verurteilung zu mehrjährigen Haftstrafen wegen politischen Aktivitäten wurde es ihm 1998 erlaubt, in die USA auszureisen. 

## Leben
Wang Dan wuchs in Peking auf. Sein Vater war Professor für Geologie und seine Mutter war Wissenschaftlerin am Museum für Chinesische Revolution. Im Herbst 1987 begann er an der Beijing Universität moderne Geschichte zu studieren. Er interessierte sich bald für Demokratietheorien und gründete die „Beijing Students Autonomous Federation“, die später verboten wurde. Während der Massenproteste von April bis Juni 1989 stieg er zum bedeutendsten Anführer der Studentenbewegung auf. Nach dem Tiananmen-Massaker vom 4. Juni 1989 stand Wang zuoberst auf der Liste der 21 meistgesuchten Personen der Protestbewegungen. Er konnte sich einen Monat lang in verschiedenen Städten in China  verstecken, kehrte dann aber freiwillig nach Peking zurück und wurde dort am 2. Juli  verhaftet. Er wurde zu vier Jahren Haft verurteilt und verbrachte davon fast zwei Jahre im Qincheng-Gefängnis, in welchem weitere bekannte politische Gefangene inhaftiert waren.
1993 wurde Wang vorzeitig aus der Haft entlassen. Danach blieb er trotz dauernder Überwachung politisch aktiv und wurde im Mai 1995 zum zweiten Mal verhaftet. Wegen „Verschwörung zum Sturz der chinesischen Regierung“ wurde er am 30. Oktober 1996 von einem Volksgericht in Peking zu einer elfjährigen Freiheitsstrafe verurteilt. Das Gerichtsverfahren und der Schuldspruch wurden von seiner Mutter und westlichen Regierungen stark kritisiert.
Zur Haftverbüßung wurde Wang in ein Gefängnis in Jinzhou, Provinz Liaoning, überführt. Während seines Gefängnisaufenthaltes verschlechterte sich sein Gesundheitszustand. Im April 1998 erlaubte ihm das Justizministerium „aus gesundheitlichen Gründen zur medizinischen Behandlung“ in die USA auszureisen. Dies geschah rund zwei Monate vor dem China-Besuch des damaligen US-Präsidenten Bill Clinton.
In den USA setzte Wang Dan seine Studien an der Harvard-Universität fort, die er 2001 mit einem Master in Ostasiatischer Geschichte und 2008 mit einem PhD abschloss.